# Hendrik Cornelisz. Vroom

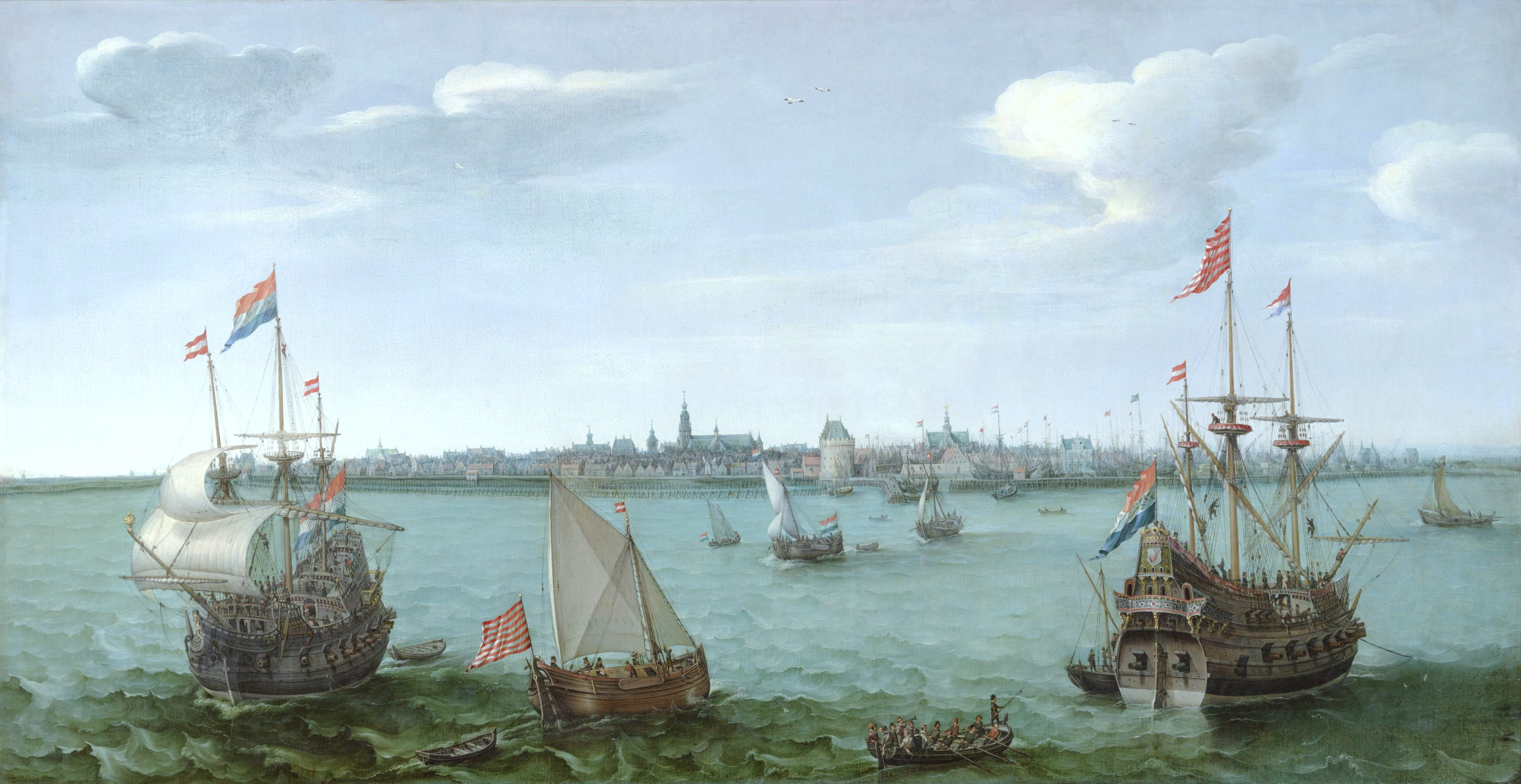
Gezicht op Hoorn, 1622

Hendrik Cornelisz. Vroom (Haarlem, 1566 – aldaar, 4 februari 1640) was een Nederlands ontwerper van wandtapijten, graveur, tekenaar en schilder. Hij wordt wel beschouwd als de grondlegger van de Europese zeeschilderkunst.

## Biografie
Dat Vroom pas na 73 jaar in zijn geboortestad stierf is een wonder gezien zijn ongebreidelde en riskante reislust. Zijn vader Cornelis Vroom was beeldhouwer en schilder van landschappen, zijn oom architect in Danzig. Waarschijnlijk al jong als schilder opgeleid in Delft, de geboortestad van zijn moeder, begon hij als plateelschilder van Delfts aardewerk. Na de dood van zijn vader - toen zijn moeder hertrouwde - is hij gaan reizen, eerst naar Rotterdam, Brugge en Enkhuizen, later naar Spanje en Italië; hij beschilderde al vroeg porseleinen kachels om in zijn levensonderhoud te voorzien maar had volgens zijn vriend en biograaf Carel van Mander al op jeugdige leeftijd een sterke voorliefde voor het schilderen van "scheepkens".
In 1590 trouwde hij te Haarlem. Daarna bezocht hij samen met zijn vrouw zijn oom Fredrik Hendriksz Vroom (Frohme), die stads-architect was in Danzig (Gdansk), door wie hij werd ingevoerd in het perspectieftekenen. Volgens zijn vriend en eerste biograaf Karel Van Mander schilderde hij toen ook nog een altaarstuk voor de Jezuïeten. Vroom vergaarde veel roem en hij investeerde zijn aanzienlijke rijkdom in onroerend goed. Hij werd op 4 februari 1640 in Haarlem begraven. Zijn beide zonen Cornelis Hendricksz. en Frederick Vroom volgden hem in zijn schildersvak en werden deels door hun vader opgeleid.

### Reizen naar Zuid-Europa
Zijn ambitie en misschien ook ruzie met zijn stiefvader dreef hem echter al snel van huis. Hij was nog geen twintig toen hij dienst nam op een schip op weg naar Sevilla. Vanuit Spanje trok hij naar Livorno, Florence (1585) en uiteindelijk naar Rome. Vroom zou daar uiteindelijk een kleine drie jaar blijven, waarvan hij grofweg de laatste twee jaar werkte voor kardinaal Ferdinando I de' Medici (1587). Waarschijnlijk was het juist deze kardinaal die de interesse van de schilder wist te wekken voor zeegezichten want Ferdinando was geobsedeerd door alles wat maar te maken had met maritieme zaken. Vroom legde zich in zijn tijd bij de kardinaal toe op het tekenen en schilderen van schepen en havens, waardoor hij zich helemaal in het genre specialiseerde. Daar kreeg hij ook les van de schilder Paul Bril. In oktober 1587 moest de kardinaal terug naar Florence om daar zijn overleden broer op te volgen als groothertog van Toscane; Vroom was daarmee zijn opdrachtgever kwijt en besloot (na wat omzwervingen door Italië en Frankrijk) naar huis terug te keren; via Venetië, Milaan, Genua, Turijn, Lyon, Parijs en Rouen keerde hij terug naar de Nederlanden. Bij Lyon verbleef hij nog een half jaar op het kasteel van de heer Bottoin. Hier maakte hij in opdracht een serie aquarellen over de oorlog in Pisa waar zijn opdrachtgever Bottoin en zijn voorvaders in betrokken waren.
Na een kort verblijf terug in Haarlem ging Vroom (na zijn trouwen in 1591?) opnieuw op reis naar Portugal volgens Van Mander; zijn bedoeling was om vervolgens naar Spanje te reizen en hij nam daartoe enkele religieuze schilderijtjes mee. Hij maakte toen een schipbreuk mee voor de kust van Portugal en werd door enkele monniken meegenomen naar Peniche. Daarop reisde hij naar Lissabon om daar in te schepen naar Nederland, maar werd zo bang dat het schip opnieuw zou vergaan dat hij zich liet afzetten aan de kust. In Setúbal schilderde hij toen zijn recente ervaringen en verkocht deze werken aan een aanzienlijk persoon, aldaar; er volgden nog een aantal andere opdrachten. De meeste schilderijen uit deze periode zijn niet bewaard gebleven.

### Terug in Nederland; ontwerper van wandtapijten
Vanaf 1592 was hij in Haarlem actief als ontwerper van wandtapijten en als de eerste Hollandse specialist op het gebied van zeegezichten. Hij ontwierp in 1596 de serie wandtapijten die de van oorsprong Brusselse wever François Spierincx in opdracht van Charles Howard in zijn nieuwe woonplaats Delft liet vervaardigen. Daarin werd de Engelse overwinning op de Spaanse Armada in 1588 gevierd. Vroom is later nog bij lord Howard in diens huis in Chelsea de wandtapijten komen bekijken. Bij die gelegenheid kreeg hij als dank voor zijn blijkbaar goed gelukte ontwerpen een beloning van 100 florijnen uitgereikt. In het midden van de 17e eeuw liet Oliver Cromwell deze wandtapijten ophangen in het House of Lords. Bij het afbranden van het Engelse parlement in 1834 gingen de werken verloren.
Karel van Mander schreef over deze opdracht:
 'dat François Spiering, een vermaard Tapytsier voor den Engelschen Admiraal, Milord Karel Howard aangenomen had, de genoemde voorstellingen te leveren. Hiertoe wilde Spiering mij [Van Mander] gebruiken als teekenaar; dan, vermids het myn werk niet was schepen te teekenen, bragt ik hem by vroom, die voor hem op dag-loon teekende, tien groote stukken..... Dit was vroom, in deeze zyne aangevangene oefening van geen geringe nuttigheid .... Later kwam hy in Engeland, bezocht den gemelden Admiraal, en maakte zich als teekenaar der genoemde Tapyten bekend, waarop deze hem eene vereering deed, ter waarde van ƒ100 Hollandsch.' 
In opdracht van de Staten van Zeeland liet Spierincx een wandtapijt vervaardigden die het beleg van Bergen op Zoom uitbeeldde. Opnieuw deed Vroom het ontwerp. Daarna gaf de staten de opdracht voor nog een serie wandtapijten die de Zeeuwse slagen tegen de Spanjaarden moesten uitbeeldden. Deze Zeeuwse wandtapijten werden in Middelburg geweven in de ateliers van Jan en Hendrick de Maecht. Van vier daarvan maakte Vroom het ontwerp. Het gaat om de zeeslag bij Lillo, en de zeeslagen bij Rammekens, Zierikzee en fort Den Haeck. Deze wandtapijten zijn nog steeds te bezichtigen in de voormalige abdij van Middelburg, het huidige Zeeuws Museum in Middelburg.

### Zeeschilder
Vanaf c. 1596 begon hij zich toe te leggen op de schilderkunst, waarbij hij zich richtte op zeestukken en schepen. De technische kant daarvan interesseerde hem sterk; hij bracht zo bijvoorbeeld heel gedetailleerd de tuiggage van de schepen in beeld. Vroom's specialisme kan niet los gezien worden van de opkomst van de Republiek der Zeven Verenigde Nederlanden. Zijn leven liep immers vrijwel parallel met de Tachtigjarige Oorlog: de Republiek ontworstelde zich aan de greep van Spanje en bouwde de grootste handelsvloot ter wereld. Vandaar de vele afbeeldingen van zeegevechten en zijn schilderijen van de Hollandse handelsschepen. Maar ook vanuit Spaanse zijde verkreeg hij opdrachten tot grote zeestukken (tussen 1611 en 1614 - van Isabella van Spanje & Albrecht van Oostenrijk). Hij speelde zo bovendien ook een belangrijke rol als schilder van stadsgezichten door de weergave van kuststeden in veel van zijn schilderijen; wat goed geïllustreerd wordt in de gedetailleerde uitwerking van de stadsbebouwing in zijn schilderij van Hoorn uit 1622.

## Nalatenschap en nawerking
Vroom schilderde in zijn olieverfschilderijen belangrijke gevechten van de Nederlandse en Engels vloten. Hierin geeft hij een gedetailleerde uitbeelding van de schepen. Het merendeel van de stukken die zijn beschreven door van Mander zijn verloren gegaan. Zijn grootste opdrachten kreeg Vroom pas na van Manders dood. Vrooms grote en decoratieve slagen, zijn ceremoniële taferelen en uitzichten op het strand introduceerden nieuwe compositorische middelen die door de jongere Nederlandse schilders van zeegezichten zouden worden opgepakt. De Haarlemse zeeschilders Hans Goderis, Cornelis Verbeeck en Cornelis Claesz. van Wieringen werden allen direct door Hendrik Vroom beïnvloed. Vroom was lid van het Haarlemse Sint-Lucasgilde. Onder zijn leerlingen waren Aert Anthonisz, Nicolaes de Kemp, de zeeschilder Jan Porcellis en zijn eigen zonen Cornelis Hendriksz Vroom en Frederik Hendricksz Vroom.

## Aantal geselecteerde schilderijen
| Hollandse driemaster in het Sont 1614 | Handelsschepen zeilen richting Oosten 1614 |
| --- | --- |
| | |
| Amsterdamse driemaster in het Sont bij kasteel Kronborg met rechts nog een Hollands bootje en links een Engels scheepje. Het schilderij geeft hierdoor de verhoudingen uit het begin van de 17e eeuw weer: van de 5479 schepen die in 1614 door deze zeestraat voeren waren 3820 Hollands. Het Sont verbindt de Noordzee met de Oostzee en is op het smalste punt slechts 4,5 kilometer breed. Dit maakt het ideaal voor tolheffing en de Denen bouwden hier reeds rond 1420 een fort om zich van deze inkomsten te verzekeren. Het afgebeelde kasteel Kronborg werd gebouwd in 1574 en is nog grotendeels intact. (Collectie Staatliche Museen zu Berlin) | Achter op de rotsen een kasteel en voor het laden en lossen, het Nederlandse schip vuurt een saluutschot. De parasols en tulbanden maken duidelijk dat het een Oostelijk tafereel is. Opvallend is de verscheidenheid aan vlaggen: Hollandse, Engelse en Spaanse schepen voeren vredig handel. Vroom werd kennelijk geïnspireerd door het twaalfjarig bestand (1609-1621). (Collectie National Maritime Museum, Londen) |

| De Amsterdamse Haven 1630 | Noord-Nederlandse schepen rammen Spaanse galeien 1617 |
| --- | --- |
| | |
| Zicht op Amsterdam. Rechts een oorlogsschip, links een kleine kustvaarder. Vroom kreeg vaak opdrachten voor het schilderen van stadsgezichten en deze werken hangen nog steeds in diverse stadhuizen. Zo schilderde hij onder meer zicht op Delft, de Haarlemmerpoort, Alkmaar, Hoorn en Haarlem. In 1622 verdiende hij met het zicht op Hoorn honderd gulden.(Collectie Schloss Schleißheim) | Hollands schip ramt Spaans galei tussen Engeland en Vlaanderen op 3 oktober 1602. Een galei was een mede door roeiers voortbewogen schip dat vaak met een ram was uitgerust om de vijand naar de bodem te stoten. Op dit schilderij zijn de rollen omgekeerd daar het zeilschip over de galei heen vaart. Op de achtergrond vaart een Nederlands fregat. Deze lichte en snelle oorlogsschepen werden door de Republiek rond 1600 ontwikkeld en bleken een geduchte tegenstander voor de zware en trage Spaanse schepen. (Collectie Rijksmuseum Amsterdam) |

| De slag op het Haarlemmermeer ca. 1621 | Gezicht op Delft vanuit het zuidwesten, 1615 |
| --- | --- |
| | |
| De slag op het Haarlemmermeer op 26 mei 1573 tussen de Geuzen en de Spanjaarden. De Spaanse vloot had 63 schepen op het Haarlemmermeer, de Hollandse geuzen hadden er meer dan honderd. De geuzenvloot was echter slecht uitgerust en de wind stond gunstig voor de Spanjaarden. De Hollandse vloot werd verslagen; het restant vluchtte naar de Kaag en de Oude Wetering, waar de schepen werden opgewacht door de Spanjaarden die nog eens 21 schepen veroverden. Twee maanden later gaf Haarlem zich over. (Collectie Rijksmuseum Amsterdam) | Vroom geeft met dit schilderij een panoramisch zicht op Delft vanuit het zuidwesten. In het centrum van het schilderij is de Waterslootpoort dominant aanwezig tussen de torens van de Oude Kerk (links) en de Nieuwe Kerk (rechts). Verschillende andere Delftse gebouwen zijn zichtbaar op het schilderij, zoals de kapel van het Sint Joris Gasthuis, het Stadhuis, de Stadsherberg, het Gemeenlandshuis, het Meisjeshuis en de Gasthuiskerk. In de voorgrond is de Buitenwatersloot zichtbaar. Dit schilderij is een van de eerst bekende geschilderde stadsgezichten. Eerdere stadsgezichten zijn bijna altijd gravures of kaarten. Ten behoeve van de compositie is het stadhuis en de Nieuwe Kerk door Vroom te veel naar rechts geplaatst. (Collectie Stedelijk Museum Het Prinsenhof) |

| De aankomst van Frederik V van de Palts en Elizabeth Stuart te Vlissingen ca. 1623 | Het uitzeilen van een aantal Oost-Indiëvaarders uit het Marsdiep ca.1615 |
| --- | --- |
| | |
| Dit is zijn grootste werk: 203 × 409 cm. Links van het midden de HMS Prince Royal met escorte, aan boord bevinden zich de pas getrouwde Frederik V van de Palts en Elizabeth Stuart. Zij komen aan in Vlissingen op 29 april 1613. Midden vooraan het Oranjeschip met prins Maurits en Frederik Hendrik en op de achtergrond de stadswallen. De Republiek zocht in de Protestant Palts een bondgenoot tegen de Katholieke Spanjaarden ondanks het in 1609 gesloten bestand. (Collectie Frans Hals Museum, Haarlem) | De Oost-Indiëvaarders waaronder in het midden de Mauritius zeilen het Marsdiep uit. In 1602 was de Vereenigde Oostindische Compagnie opgericht om de concurrentie van de British East India Company te weerstaan. De VOC zou het monopolie verwerven op de handel met Azië en uitgroeien tot de eerste multinational. De productiedatum van het stuk is onduidelijk: ergens tussen 1600 en 1630. (Collectie Rijksmuseum, Amsterdam) |